# Carpologia

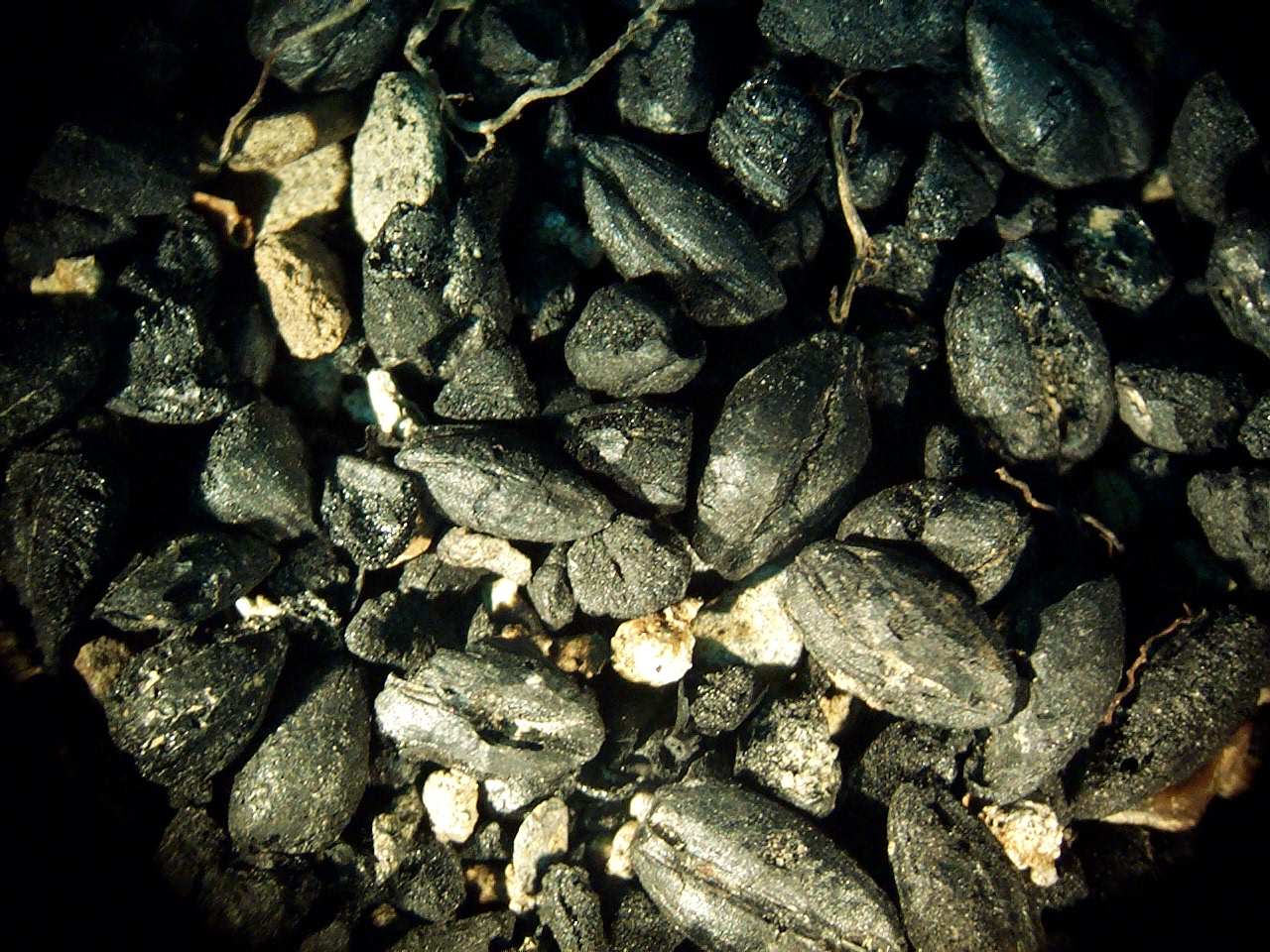
Mostra que conté grans carbonitzats de blat.

La carpologia és l'estudi de les llavors trobades en jaciments arqueològics. Bàsicament permet de saber quines eren les plantes conreades o silvestres en l'època estudiada. Els treballs paleocarpològics sobre l'edat mitjana central més importants fets fins ara són els relacionats amb els jaciments de l'Esquerda de Roda de Ter i de Solibernat.
Al graner de l'Esquerda hom trobà nombroses llavors d'erb, d'ordi, de veces, de civada, de blat (Triticum dicoccum, Triticum aestivum-compactum), etc., destinades a l'alimentació dels animals i de les persones.
La paleocarpologia és la ciència que s'encarrega de l'estudi de les llavors fòssils. La paleocarpologia ofereix informació molt important sobre els diferents cicles de canvi climàtic associats al desenvolupament de la història.